# Mercedes-Benz M 156/M 159
| Mercedes-AMG         | Mercedes-AMG         |
| -------------------- | -------------------- |
| Mercedes-Benz M 156  |                      |
| M 156                |                      |
| Hersteller:          | Mercedes-AMG         |
| Produktionszeitraum: | 2006–2015            |
| Bauform:             | V, Achtzylinder      |
| Motoren:             | 6,2 Liter (6208 cm³) |
| Vorgängermodell:     | M 113                |
| Nachfolgemodell:     | M 157, M 177         |
| Ähnliche Modelle:    | M 159                |

| Mercedes-AMG         | Mercedes-AMG         |
| -------------------- | -------------------- |
| Mercedes-Benz M 159  |                      |
| M 159                |                      |
| Hersteller:          | Mercedes-AMG         |
| Produktionszeitraum: | 2009–2014            |
| Bauform:             | V, Achtzylinder      |
| Motoren:             | 6,2 Liter (6208 cm³) |
| Vorgängermodell:     | M 155                |
| Nachfolgemodell:     | M 178                |
| Ähnliche Modelle:    | M 156                |

Der M 156 ist ein V8-Ottomotor von Mercedes-AMG und eine Eigenentwicklung der Mercedes-Benz-Tochtergesellschaft.

## Technik

### M 156

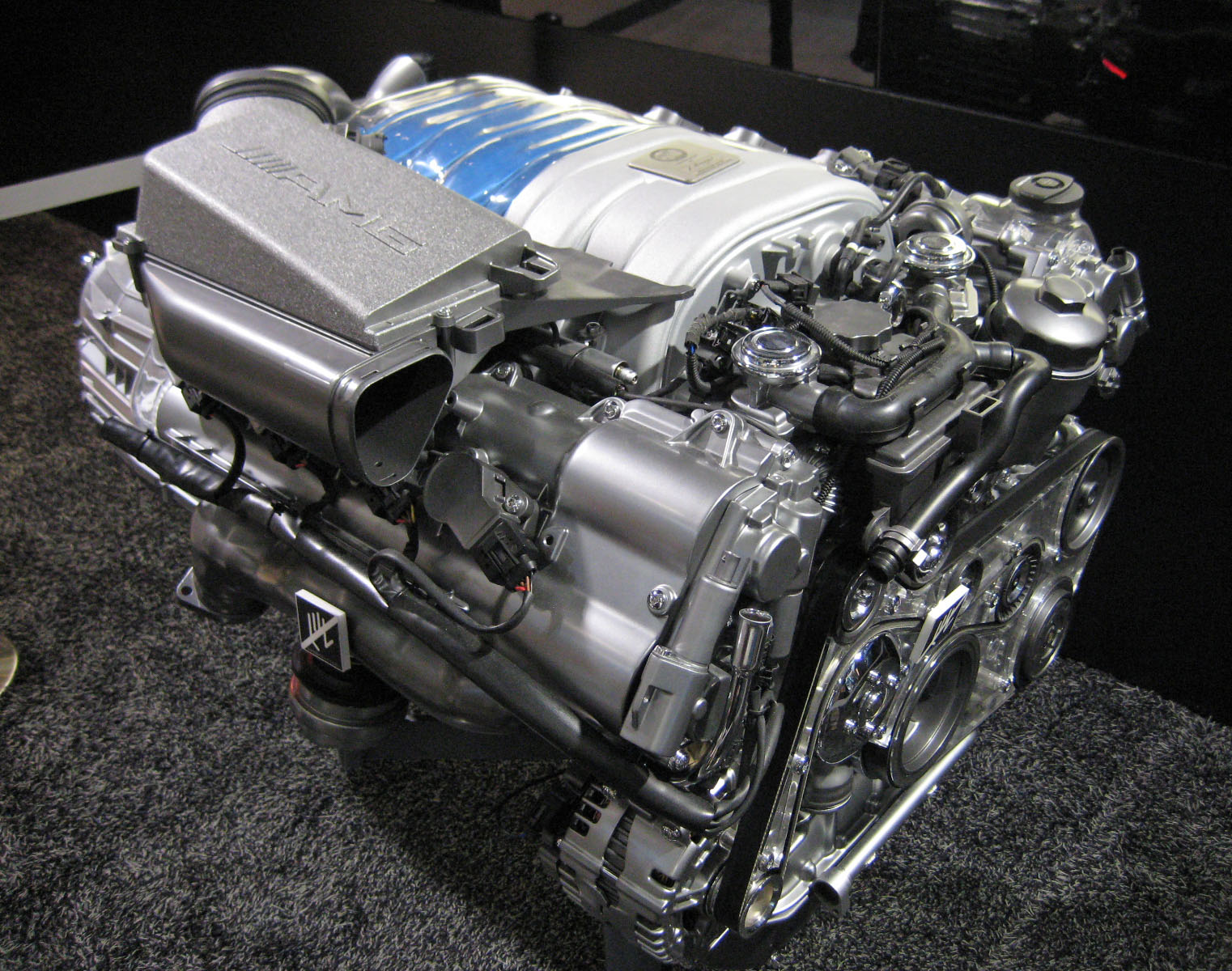
Demontierter M 156

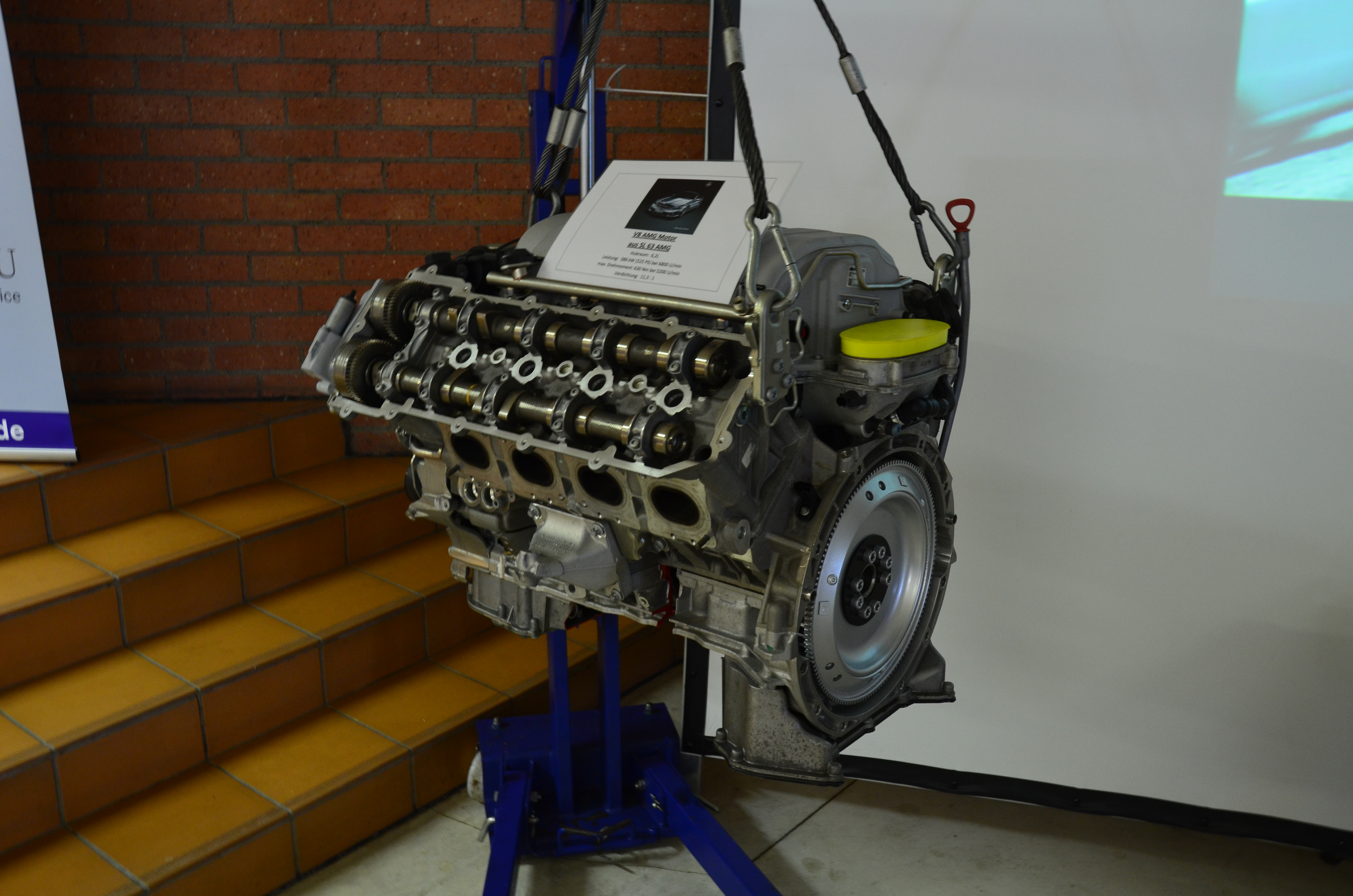
M 156 eines SL 63 AMG

Der Motor wurde 2006 in der E-Klasse (Baureihe 211) mit der Modell-Bezeichnung E 63 AMG und einige Zeit später auch in weiteren Modellen eingeführt. Zuletzt kam das neue Triebwerk im modellgepflegten SL zum Einsatz. Wie in den meisten Baureihen löste er auch hier den V8-Kompressor-Motor der Baureihe M 113 ab. Das Triebwerk verfügt über eine stufenlose Phasenverstellung aller vier Nockenwellen.
Als im Juli 2005 der M 156 von der Mercedes-AMG GmbH vorgestellt wurde, war er der weltweit erste Motor mit Zylinderlaufbahnen, die mit Lichtbogen-Draht-Spritzen (LDS) beschichtet waren. Die von Mercedes entwickelte und benannte NANOSLIDE®-Technology reduziert deutlich die Reibverluste gegenüber Graugussbuchsen.
Der M 156 hat einen Hubraum von 6208 cm³ und erzeugt je nach Modellvariante eine Leistung zwischen 336 und 386 kW (457 bis 525 PS). In der 38. Kalenderwoche 2008 wurde der 40.000. M 156 gebaut. Weiterhin setzt AMG auf das Prinzip „Ein Mann, ein Motor“, was bedeutet, dass ein Triebwerk komplett von einem einzigen AMG-Mitarbeiter zusammengebaut wird. Der Motor erhält am Ende des Produktionszyklus eine Plakette mit dem Namen des jeweiligen Mechanikers.

### Weiterentwicklung M 159
Im Sportwagen Mercedes-Benz SLS AMG kommt eine weiterentwickelte Variante namens M 159 zum Einsatz. Für die Leistungssteigerung auf 420 kW (571 PS), 435 kW (591 PS) im SLS GT bzw. 464 kW (631 PS) und 650 Nm Drehmoment im Black Series Modell wurde der Motor gründlich überarbeitet, vor allem die Kolben geschmiedet, das Kurbelgehäuse aus Aluminium und die Ansauganlage aus Magnesium hergestellt. Zudem ist der Motor mit einer Trockensumpfschmierung ausgestattet. Eine spezielle Variante des M 159 wird auch nach Ende der Serienproduktion des SLS weiterhin in geringen Stückzahlen für den GT-Rennsport produziert und im SLS AMG GT3 sowie dessen Nachfolger Mercedes-AMG GT3 eingesetzt.

## Daten
| Motor- bezeichnung* | Modell                                           | Motorcode | Bohrung × Hub [mm] | Hubraum [cm3] | Verdichtung | Leistung kW (PS) bei Drehzahl [min−1] | Drehmoment [Nm] bei Drehzahl [min−1] |
| ------------------- | ------------------------------------------------ | --------- | ------------------ | ------------- | ----------- | ------------------------------------- | ------------------------------------ |
| M 156 E 63          | C 63 AMG (W/S/C 204)                             | 156.985   | 102,2 × 94,6       | 6208          | 11,3 : 1    | 336 (457) bei 6800                    | 600 bei 5000                         |
| M 156 E 63          | C 63 AMG mit AMG Performance Package (W/S/C 204) | 156.985   | 102,2 × 94,6       | 6208          | 11,3 : 1    | 358 (487) bei 6800                    | 600 bei 5000                         |
| M 156 E 63          | CLK 63 AMG (C/A 209)                             | 156.982   | 102,2 × 94,6       | 6208          | 11,3 : 1    | 354 (481) bei 6800                    | 630 bei 5000                         |
| M 156 E 63          | CLK 63 AMG Black Series (C 209)                  | 156.982   | 102,2 × 94,6       | 6208          | 11,3 : 1    | 373 (507) bei 7200                    | 630 bei 5250                         |
| M 156 E 63          | C 63 AMG Edition 507 (W/S/C 204)                 |           | 102,2 × 94,6       | 6208          | 11,3 : 1    | 373 (507) bei 6800                    | 610 bei 5000                         |
| M 156 E 63          | ML 63 AMG (W 164)                                | 156.980   | 102,2 × 94,6       | 6208          | 11,3 : 1    | 375 (510) bei 6800                    | 630 bei 5200                         |
| M 156 E 63          | R 63 AMG (W/V 251)                               | 156.980   | 102,2 × 94,6       | 6208          | 11,3 : 1    | 375 (510) bei 6800                    | 630 bei 5200                         |
| M 156 E 63          | CLS 63 AMG (C 219)                               | 156.983   | 102,2 × 94,6       | 6208          | 11,3 : 1    | 378 (514) bei 6800                    | 630 bei 5200                         |
| M 156 E 63          | E 63 AMG (W/S 211)                               | 156.983   | 102,2 × 94,6       | 6208          | 11,3 : 1    | 378 (514) bei 6800                    | 630 bei 5200                         |
| M 156 E 63          | C 63 AMG Black Series (C 204)                    |           | 102,2 × 94,6       | 6208          | 11,3 : 1    | 380 (517) bei 6800                    | 620 bei 5200                         |
| M 156 E 63          | CL 63 AMG (C 216)                                | 156.984   | 102,2 × 94,6       | 6208          | 11,3 : 1    | 386 (525) bei 6800                    | 630 bei 5200                         |
| M 156 E 63          | S 63 AMG (W/V 221)                               | 156.984   | 102,2 × 94,6       | 6208          | 11,3 : 1    | 386 (525) bei 6800                    | 630 bei 5200                         |
| M 156 E 63          | SL 63 AMG (R 230)                                | 156.984   | 102,2 × 94,6       | 6208          | 11,3 : 1    | 386 (525) bei 6800                    | 630 bei 5200                         |
| M 156 E 63          | E 63 AMG (W/S 212)                               | 156.984   | 102,2 × 94,6       | 6208          | 11,3 : 1    | 386 (525) bei 6800                    | 630 bei 5200                         |
| M 159 E 63          | SLS AMG (C/R 197)                                | 159.980   | 102,2 × 94,6       | 6208          | 11,3 : 1    | 420 (571) bei 6800                    | 650 bei 4750                         |
| M 159 E 63          | SLS AMG GT (C/R 197)                             |           | 102,2 × 94,6       | 6208          | 11,3 : 1    | 435 (591) bei 6800                    | 650 bei 4750                         |
| M 159 E 63          | SLS AMG Black Series (C 197)                     |           | 102,2 × 94,6       | 6208          | 11,3 : 1    | 464 (631) bei 7400                    | 635 bei 5500                         |

 * Motorbezeichnung ist wie folgt verschlüsselt:
M = Motor (Otto), Baureihe = 3-stellig, E = Saugrohreinspritzung, Hubraum = Deziliter (gerundet)